# Salice Salentino
Salice Salentino é uma comuna italiana da região da Puglia, província de Lecce, com cerca de 8.861 habitantes. Estende-se por uma área de 58 km², tendo uma densidade populacional de 153 hab/km². Faz fronteira com Avetrana (TA), Campi Salentina, Guagnano, Nardò, San Pancrazio Salentino (BR), Veglie.

## Demografia
| Variação demográfica do município entre 1861 e 2011                               |
|                                                                                   |
| Fonte: Istituto Nazionale di Statistica (ISTAT) - Elaboração gráfica da Wikipedia |